# 內政部警政署反恐訓練中心
內政部警政署反恐訓練中心是中華民國警政署設立的反恐訓練中心，位於台灣桃園市新屋區，2004年開始規畫興建，原先規畫為國家級反恐設施，但後來縮減規模變為警用層級。2007年行政院決議將「核生化訓練場」、「300 公尺步槍及狙擊槍專精靶場」、「防爆訓練場」三項移交國防部辦理，過程中還經歷了承包商財務惡化、環境評估等種種因素導致延宕。最終在2017年3月21日落成啟用。

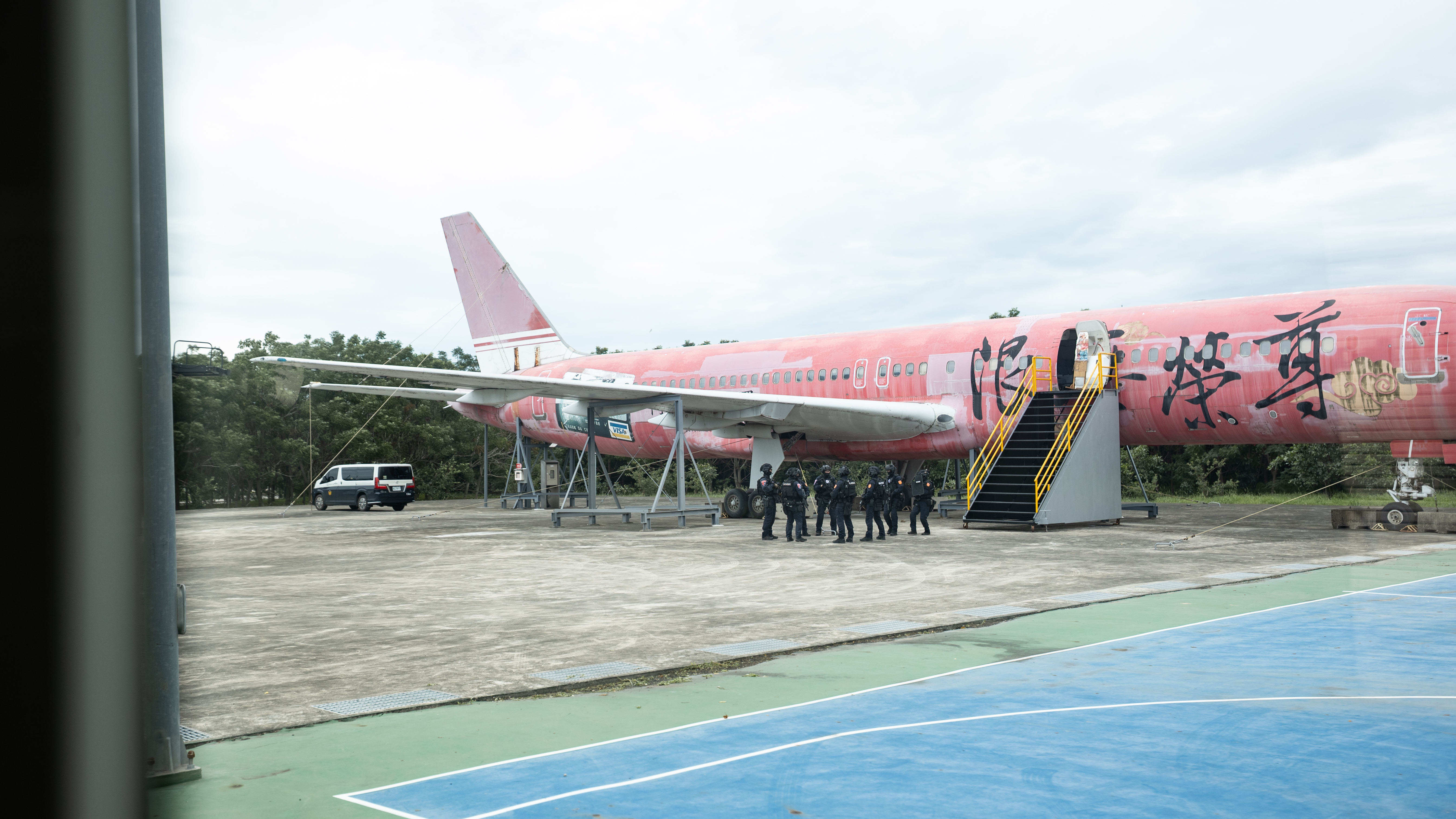
中心內的退役客機

反恐訓練中心設有綜合大樓、學員大樓、餐廳、模擬城鎮訓練場、攀升垂降訓練場、人質營救攻堅訓練場、反恐戰鬥訓練場等7項主體建築設施，其中還有一架退役的客機。